# Protesty w Hiszpanii (2011–2012)
Protesty w Hiszpanii 2011–2012, nazywane także Ruchem M15, (hiszp.) Movimiento 15-M lub Indignados – fala społecznych protestów zapoczątkowanych w połowie maja 2011 przez młodych ludzi na portalach społecznościowych, organizację Democracia real YA, platformy dialogu obywatelskiego oraz szereg organizacji pozarządowych. Demonstranci domagali się pogłębienia demokracji, poprawy sytuacji na rynku pracy, demonstrowali przeciwko upartyjnieniu państwa i wykluczeniu społecznemu.
Szczególny charakter miały protesty młodych ludzi na madryckim Puerta del Sol  – bezrobocie wśród młodych osób w Hiszpanii sięgało ok. 40%. Innym powodem protestów był dwupartyjny system władzy, a okazją do kontestacji – hiszpańskie wybory samorządowe. Protesty objęły ok. 58 miast. Porównywane są do francuskich protestów z maja 1968 roku.
Wzorowany na hiszpańskim proteście „ruch oburzonych” rozszerzył się w kolejnych miesiącach na inne kraje, a jego amerykańską odmianą był zapoczątkowany w połowie września 2011 w Nowym Jorku ruch Occupy Wall Street, inspirowany w równym stopniu protestami Arabskiej Wiosny Ludów.